# صیاد ۳

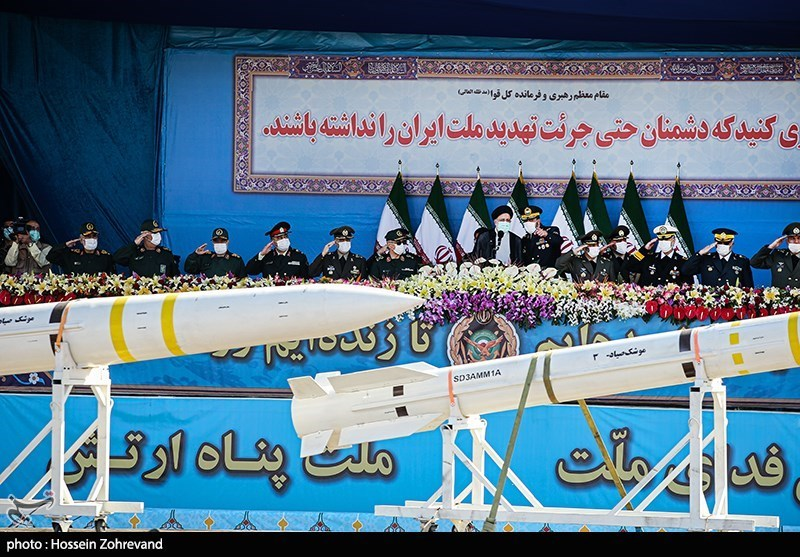

صیاد ۳ موشک پدافندی ساخت صنایع دفاعی ایران است این موشک برد بلند و ارتفاع بلند با برد ۱۲۰ کیلومتر (هم تراز با ارتفاع درگیری اس-۳۰۰) و ارتفاع درگیری ۲۷ کیلومتر قادر است انواع جنگنده‌ها و بمب افکن‌های رادار گریز و پنهانکار، موشک‌های بالستیک و پهپادهای پیشرفته را منهدم کند. این موشک از سیستم‌های هدایتی هدف یابی مادون قرمز، راداری نیمه فعال و فعال راداری استفاده می‌کنند. خط تولید انبوه و تحویل دهی این موشک در ۳۱ تیرماه ۱۳۹۶ افتتاح شد. این موشک در سامانه‌های پدافندی تلاش، پانزده خرداد  و نسخه عمود پرواز آن در سامانه آرمان خدمت می‌کند.

## نگاره ها

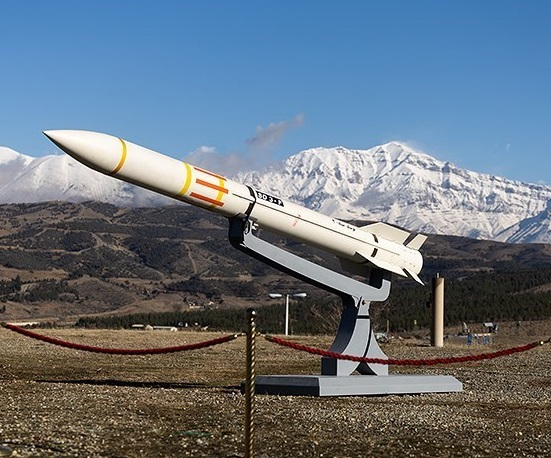

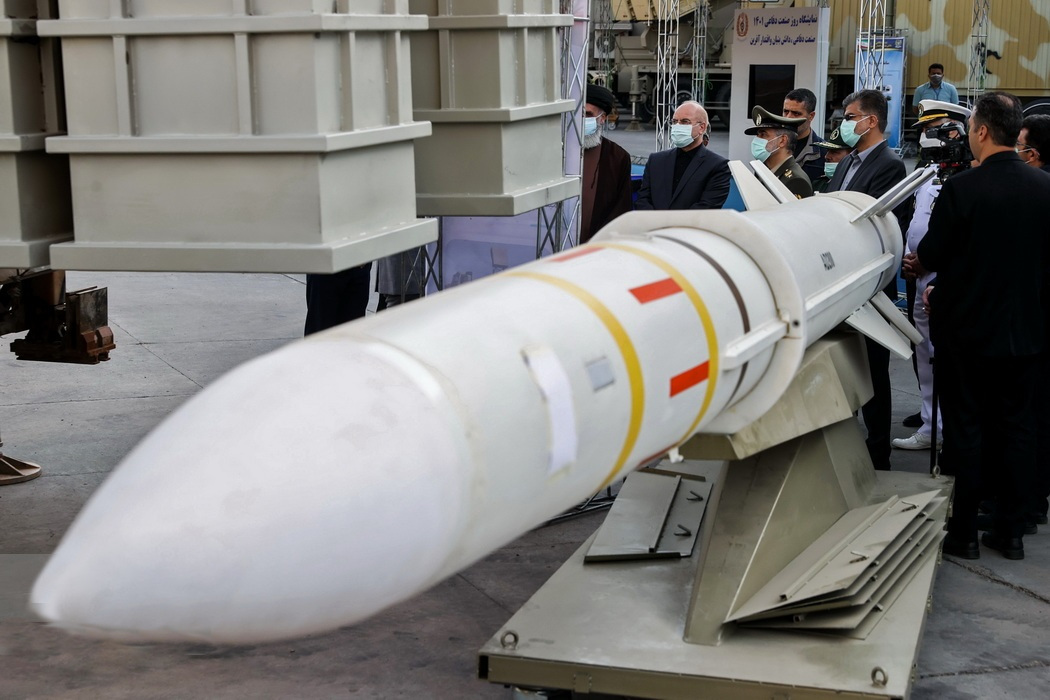

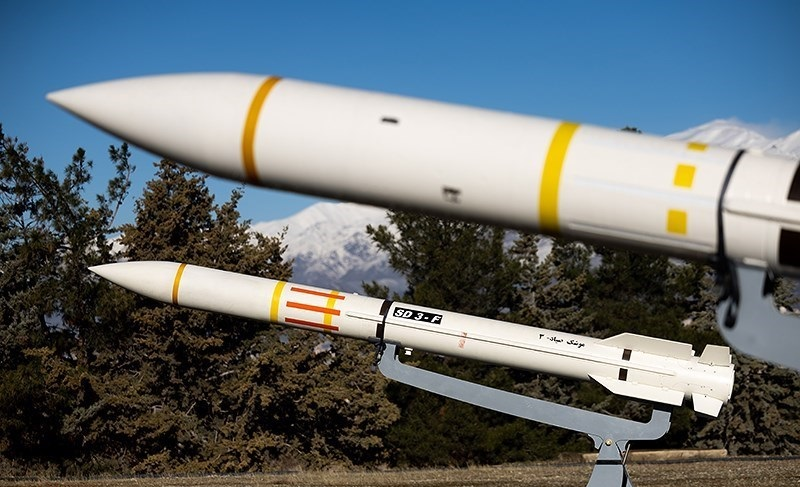